# Jonas Brothers: The 3D Concert Experience
Jonas Brothers: The 3D Concert Experience는 2009년 2월 27일 개봉한 아이맥스 3D 콘서트 영화이다. 조나스 브라더스의 콘서트 Burnin' Up Tour를 보여주고 있다. 게스트로 테일러 스위프트, 데미 로바토가 등장하여 노래를 부른다.

## 출연

### 주연
- 케빈 조나스
- 조 조나스
- 닉 조나스

### 조연
- 로버트 페간스
- 데미 로바토
- 테일러 스위프트
- 존 케이츠
- 알렉산드라 다드다리오
- 레베카 브랜디스
- 프랭키 조나스
- 크리스틴 캐텔
- 제시카 잔
- 크리스타 B. 알렌
- 제이드 램지
- 니키타 램지
- 오렐리우스 디바산티

## 기타
- 프로듀서: 디나 쉘던

## 같이 보기
- 조나스 브라더스
- 데미 로바토
- 테일러 스위프트